# Cantone di Frontenay-Rohan-Rohan
Il Cantone di Frontenay-Rohan-Rohan è una divisione amministrativa dell'arrondissement di Niort.
A seguito della riforma approvata con decreto del 18 febbraio 2014, che ha avuto attuazione dopo le elezioni dipartimentali del 2015, è passato da 9 a 13 comuni.

## Composizione
I 9 comuni facenti parte prima della riforma del 2014 erano:
- Amuré
- Arçais
- Bessines
- Épannes
- Frontenay-Rohan-Rohan
- Saint-Symphorien
- Sansais
- Vallans
- Le Vanneau-Irleau

Dal 2015 i comuni appartenenti al cantone sono i seguenti 13:
- Amuré
- Arçais
- Bessines
- Coulon
- Épannes
- Fors
- Frontenay-Rohan-Rohan
- Granzay-Gript
- Magné
- Saint-Symphorien
- Sansais
- Vallans
- Le Vanneau-Irleau